# قناة الندى الفضائية
قناة الندى هي قناة فضائية إسلامية تسعى لتقديم خدمة إعلامية متميزة في مختلف مجالات الحياة في إطار ثوبٍ إسلامي منضبط وذلك للارتقاء بالأمة الإسلامية وتنميتها وفق منهج إسلامي متكامل. ويشرف على محتوى القناة الشيخ أبو إسحاق الحويني.

## تاريخ القناة
- افتتحت قناة الندى يوم الأحد 14 أبريل 2013، وحضر الافتتاح الشيخ أبو إسحاق الحويني والشيخ حازم صلاح أبو إسماعيل للمشاركة في افتتاح القناة، كذلك الشيخ محمد حسين يعقوب وحاورهم في اللقاء الإعلامى إبراهيم اليعربي رئيس القناة. كما شارك في حفل بث قناة الندى الفضائية وجدان العلي الناشط والمفكر الإسلامى، والكاتب الصحفي محمد القدوسي، والدكتور حسام أبو البخاري والباحث الإسلامى أحمد خليل.[2]

## تردد القناة
قناة الندى على القمر الصناعي نايل سات:
- التردد 12054.
- معدل الترميز: 27500.
- الاستقطاب: رأسي.
- معامل تصحيح الخطأ 5/6.

## أهداف القناة
- إيجاد منهجية واضحة وسهلة ويسيرة تتيح للأمة الإسلامية تعلُّم الدين الحنيف في قرآنه وفقهه وأحكامه وكيفية التعامل مع المستجدات العصرية وما يَجِدُّ فيها ويستشكل على الفرد المسلم من خلالها.
- الحرص على الاهتمام بالقضايا الاجتماعية التي تهم البيت المسلم والأسرة المسلمة؛ وذلك من خلال تقديم سلسلة من البرامج التوعوية الأسرية التي تتناول فنون إدارة المنزل والتربية وكذلك برامج الأطفال.[3]

## نوعية البرامج المتاحة
- البرامج الحوارية مع علماء الأمة المتخصصين في العلوم الشرعية.
- برامج الفتاوى.
- البرامج الخاصة بتنمية الموارد البشرية.
- البرامج الخاصة بالأسرة والمرأة المسلمة.
- البرامج الخاصة بتغطية الأحداث والمستجدات على الساحة المصرية.
- برامج الأطفال.
- نقل الصلوات وخطب الجمعة من مساجد علماء السنة في الدول العربية.[1]

## مزايا القناة
- الطرح الإعلامي الشامل لكل جوانب الحياة.
- الاعتناء بمظهر الشاشة وتقديم المادة بصورة مشوقة.
- مخاطبة جميع فئات المجتمعات الإسلامية.
- المواكبة العصرية في تقديم المادة لتكون أقرب ما يكون للمشاهد.
- تبنّي مجموعة من المشاريع الدعوية العملاقة التي يخرج من رحمها مشاريع إعلامية عملاقة مثل مشروع قطر الندى ومشروع أهل القرآن ومشروع كن يسرهم في عسرهم وغيرها من المشاريع الضخمة.[1]

## برامج القناة
ومن برامجها:
- ذكريات من زمن فات، يعرض فيه دروس الشيخ أبي اسحاق الحويني المصورة.
- برنامج أسرار الكهف، للشيخ محمد حسين يعقوب.
- برنامج حدثني عني، للدكتور شريف طه يونس.
- برنامج سبائك البخاري، للشيخ حسن الحسيني.
- برنامج (موسى الكليم)، مع الدكتور عماد قدري.
- برنامج (إنسان) مع الدكتور محمد علي يوسف.
- برنامج (صحيح السيرة) - الموسم الرابع، للدكتور متولي البراجيلي.
- برنامج (الصحابة الميامين)، للدكتور أحمد النقيب.
- حرس الحدود، تقديم الشيخ أبي اسحاق الحويني للرد على المشككين في المصادر الأصلية لدين الإسلام.[4]
- اقتربت الساعة، تقديم الشيخ متولي البراجيلي.
- أهل الذكر، تقديم أحمد نصر.
- القرار، للدكتور إبراهيم اليعربي.
- توقيع، للدكتور إبراهيم اليعربي.
- الكهف، تقديم شريف شحاتة.
- همسات، تقديم الشيخ مسعد نور.
- أزهار القرآن، تقديم أشرف عامر.
- مجالس القرآن، تقديم الشيخ مصطفى العدوي.

## روابط خارجية
- قناة الندى على اليوتيوب
- البث المباشرللقناة على الانترنت